# Україна на Олімпійських іграх
Україна вперше взяла участь в Олімпійських іграх окремою командою в 1994 році. Відтоді її спортсмени змагаються у всіх Літніх Олімпійських іграх і Зимових олімпійських іграх.
Загалом, Українська національна олімпійська команда виборола 151 медаль на літніх Олімпіадах і 9 медалей на зимових Олімпіадах. Найуспішніші види — гімнастика, легка атлетика та боротьба.
Спортсмени українського походження брали участь в іграх, починаючи з I Олімпійських ігор 1896 року. Микола Ріттер із Золотоноші брав участь в Афінській олімпіаді — у кваліфікаційних змаганнях зі стрільби (де переміг) та боротьби, та через втому, одночасність основного раунду змагань та низку інших причин від подальшої участі в I Олімпійських іграх 1896 року — відмовився. На II Олімпійських іграх в Парижі 1900 року, в складі збірної Російської імперії, брав участь український фехтувальник Петро Заковорот, що посів 7-е місце. На Олімпіаді 1912 році українці Георгій Пантелеймонов і Микола Мельницький стали срібними призерами в складі команди Російської імперії зі стрільби з армійського пістолета. У 1936 році в Берліні в складі команди Чехословаччини золоту медаль завоював спортсмен українського походження Володимир Сироватка. Джон Лисак, інший учасник Ігор у Берліні у веслуванні на каное (де представляв США), також має українське коріння. 
До 1940-х року українські спортсмени брали участь в Олімпіадах у складі команд Російської імперії, Польщі (уродженці Києва Мар'ян Водзянський, Андрій Солтан-Пересвят та ін.), Австрії, Чехословаччини та інших. Проте левова частина українських спортсменів виступали під прапором Радянського Союзу на Олімпійських іграх з 1952 року до 1988 року, а після розпаду Радянського Союзу українські спортсмени були частиною Об'єднаної команди в 1992 році.
Національний олімпійський комітет України (НОК України) створено 1990 року. 1993 року його визнав Міжнародний олімпійський комітет (МОК).

## Українці на Зимових Олімпійських іграх
Першим українцем, який брав участь у Зимових Олімпійських іграх 1924 року був польський біатлоніст українського походження Степан Вітковський, який пробіг лижний марафон 50 км. На Ігри він приїхав у складі команди Польщі, посів 21-ше місце. На цих же Іграх виступав американець українського походження Валентин Білас, що посів шосте місце на дистанції 5000 метрів зі швидкісного бігу на ковзанах.
На II Олімпійських Іграх у Сент-Моріц (Швейцарія) виступило 3 спортсмени українського походження: Валентин Білас (США) в бігу на ковзанах посів: 1500 м і 5000 м — 6-те місце, 10 000 м — 5-те місце і 500 м — 17-те місце. Францішек Кава народився у Львові, представляв Польщу в лижних перегонах на 50 км посів 27 місце. Кава закінчив Львівську політехніку і був інженером систем вентиляції та нагрівання. Улітку він бігав середні легкоатлетичні дистанції, а взимку — на лижах. Володимир Крігер (народився у Дніпропетровську) представляв Польщу у грі в хокеї — 8-ме місце.
На III Олімпіаді в Лейк-Плесіді (США) виступило четверо українців із Польщі. Вони представляли Польщу у хокеї на льоду: Адам Ковальський (народився в Івано-Франківську), Володимир Крігер (народився у Дніпропетровську), Роман Сабинський (народився у Львові), Казімеж Соколовський (народився у Львові). Їхня команда посіла 4-те місце. Крім того, Валентин Білас посів 5-те в бігу на ковзанах на дистанції 10 000 м.
На IV Зимових Олімпійських іграх вихідці з України виступали за Польщу: Адам Ковальський (народився в Івано-Франківську), Казімеж Соколовський (народився у Львові), Едмунд Зелінський (народився в Києві), Роман Ступницький та Владислав Лемішко (Львів) у складі хокейної команди посіли 9-те місце.
Студент юридичного факультету Чернівецького університету Роман Турушанко був учасником зимової Олімпіади 1936 р., представляючи Румунію в змаганнях з фігурного катання, ставши при цьому першим українцем, що брав участь в Олімпійських змаганнях у цьому виді спорту. Роман Турушанко — вихованець Українського спортивного клубу «Довбуш», який діяв у Чернівцях в 1920—1940 рр.
Крім Романа Турушанка, Румунію на цій Олімпіаді захищали ще двоє представників Буковини — Альфред Айзенбайсер-Ферару та Ірина Тімчік, які зайняли 13-те місце серед пар у змаганнях із фігурного катання.
До Другої світової війни українці брали участь у всіх Зимових Олімпійських іграх, що проводились, у складах олімпійських збірних Польщі, США, Румунії та інших країн, проте не здобули нагород.
V Зимові Ігри відбулись у Санкт-Моріц (Швейцарія), проходили з 30 січня по 8 лютого 1948 року. Після Другої світової війни більшість українських земель було включено до складу СРСР. У цих змаганнях взяв участь лише колишній львів'янин та гравець львівських команд «Погонь» і «Спартак» Мєчислав Палюс у складі хокейної збірної Польщі.
Найбільша частина українських спортсменів у XX ст. здобули медалі та виступали на Зимових Олімпіадах у складі збірної Радянського Союзу (на Олімпійських іграх з 1952 року до 1988 року) та у складі Об'єднаної команди в 1992 році.
VII Зимові Олімпійські ігри в Кортіна-д'Ампеццо (Італія). Це були перші Зимові ігри в яких взяв участь СРСР. Першим прапороносцем став український ковзаняр Олег Гончаренко. Він народився у Харкові та був першим радянським чемпіоном світу в класичному ковзанярському багатоборстві, чемпіоном Європи.
На Зимових Олімпійських іграх 1956 року Олег Гончаренко завоював дві перші українські зимові бронзові медалі на дистанціях 5000 і 10 000 метрів.
О. Гончаренко брав також участь у Зимових Олімпійських іграх 1960 року у Скво-Веллі (США), де посів шосте місце на дистанції 5000 метрів. У хокейній команді Канади виступав українець Юрій (Джордж) Самойленко, який став одним із найкращих на турнірі, закинувши 7 шайб та завоював срібні нагороди Олімпіади.
IX Зимові Олімпійські Ігри в Інсбрук (Австрія), 8-м серед чоловіків був представник Польщі Єжи Войнар, народжений 1930 року у Львові, чемпіон світу.
XI Зимові Ігри в Саппоро (Японія) проходили 3—13 лютого 1972 року. На Олімпіаді у Саппоро Іван Бяков (український спортсмен) виграв першу «українську» зимову олімпійську золоту медаль у складі естафетної команди Радянського Союзу в естафеті 4 × 7,5 км.
XII Олімпійські Ігри в Інсбруку (Австрія), ще одне зимове олімпійське «золото» здобув представник України Іван Бяков. Він переміг в естафеті біатлоністів (4 × 10 км). Іншим представником України на Олімпіаді 1976 в Інсбруку була Тетяна Шелехова, яка виступала у змаганнях зі швидкісного бігу на ковзанах.
На XIII зимових Олімпійських іграх у Лейк-Плесіді (США) у 1980 р. представниками України були п'ять спортсменів (два чоловіки та три жінки) зі швидкісного бігу на ковзанах, що не здобули медалей. А Віра Зозуля, українка за походженням, стала Олімпійською чемпіонкою на одномісних санках.
У Альбервілі (Франція) у 1992 р. пройшли XVI зимові Олімпійські ігри, на яких спортсмени України виступали у складі Об'єднаної команди СНД. Вісім українських спортсменів (п'ять чоловіків та три жінки) взяли участь у змаганнях із шести видів спорту. Два представники України стали олімпійськими чемпіонами: В. Петренко у змаганнях з одиночного фігурного катання на ковзанах та О. Житник у складі хокейної команди. Львів'янка Світлана Гладишева виступала на гірськолижних трасах і була 8-ю у швидкісному спуску та 27-ю — у супергіганті.
Україна, як незалежна держава, вперше послала своїх спортсменів на Олімпіаду 1994 в Ліллехаммері. На тій Олімпіаді фігуристка Оксана Баюл стала першою олімпійською чемпіонкою незалежної України. А першу медаль, бронзову, принесла Україні біатлоністка Валентина Цербе. Загалом біатлоністи принесли найбільше медалей: Цербе бронзу у 1994, Петрова срібло в 1998 в Нагано, Лілія Єфремова бронзу в 2006 в Турині. Ще одну бронзову медаль із Туринської олімпіади привезла пара танцюристів Руслан Гончаров і Олена Грушина. Біатлоністки відзначились і на Олімпіаді в Сочі: Віта Семеренко принесла бронзу в спринті, а жіноча збірна в складі: Віти Семеренко, Юлії Джими, Валентини Семеренко та Олени Підгрушної виграли золото в жіночій естафетній гонці.
Офіційна команда України взяла участь у восьми зимових Олімпіадах, здобула 3 золоті, 1 срібну та 4 бронзових медалей — всього 8.

## Таблиці звершень Національної команди України на Олімпіадах

### Медальні здобутки команди (загалом)
Перелік усіх медалей і призерів див. у Список олімпійських призерів України
| Ігри | Прапороносець                           | Олімпійців | Чоловіків | Жінок | Видів спорту | Золото | Срібло | Бронза | Всього | Місце | Найбільше медалей                                                     |
| ---- | --------------------------------------- | ---------- | --------- | ----- | ------------ | ------ | ------ | ------ | ------ | ----- | --------------------------------------------------------------------- |
| 1994 | Віктор Петренко                         | 37         | 20        | 17    | 10           | 1      | —      | 1      | 2      | 13    | Валентина Цербе та Оксана Баюл (1)                                    |
| 1996 | Сергій Бубка                            | 231        | 146       | 85    | 21           | 9      | 2      | 12     | 23     | 9     | Лілія Подкопаєва (3)                                                  |
| 1998 | Андрій Дериземля                        | 56         | 30        | 26    | 10           | —      | 1      | —      | 1      | 18    | Олена Петрова (1)                                                     |
| 2000 | Євген Браславець                        | 230        | 139       | 91    | 23           | 3      | 10     | 10     | 23     | 21    | Яна Клочкова (3)                                                      |
| 2002 | Олена Петрова                           | 68         | 46        | 22    | 11           | —      | —      | —      | —      | —     | —                                                                     |
| 2004 | Денис Силантьєв                         | 239        | 124       | 115   | 23           | 8      | 5      | 9      | 22     | 12    | Яна Клочкова (2)                                                      |
| 2006 | Наталія Якушенко                        | 52         | 30        | 22    | 9            | —      | —      | 2      | 2      | 25    | 3 з 1 медаллю                                                         |
| 2008 | Яна Клочкова                            | 243        | 127       | 116   | 24           | 7      | 4      | 11     | 22     | 11    | 31 з 1 медаллю                                                        |
| 2010 | Лілія Лудан                             | 45         | 24        | 21    | 9            | —      | —      | —      | —      | —     | —                                                                     |
| 2012 | Роман Гонтюк                            | 238        | 124       | 114   | 21           | 6      | 4      | 10     | 20     | 14    | Інна Осипенко-Радомська та Олена Костевич (2)                         |
| 2014 | Валентина Шевченко                      | 43         | 19        | 24    | 9            | 1      | 1      | —      | 2      | 20    | Віта Семеренко (2)                                                    |
| 2016 | Микола Мільчев                          | 205        | 87        | 119   | 27           | 2      | 5      | 4      | 11     | 31    | Олег Верняєв та Ольга Харлан (2)                                      |
| 2018 | Олена Підгрушна                         | 33         | 17        | 16    | 9            | 1      | —      | —      | 1      | 21    | Олександр Абраменко (1)                                               |
| 2020 | Олена Костевич Богдан Нікішин           | 155        | 66        | 89    | 25           | 1      | 6      | 12     | 19     | 44    | Михайло Романчук, Людмила Лузан, Анастасія Савчук та Марта Фєдіна (2) |
| 2022 | Олександра Назарова Олександр Абраменко | 46         | 24        | 22    | 12           | —      | 1      | 0      | 1      | 23    | Олександр Абраменко (1)                                               |
| 2024 | Еліна Світоліна Михайло Романчук        | 140        | 71        | 69    | 22           | 3      | 5      | 4      | 12     | 22    | Ольга Харлан (2)                                                      |

### Медалі на літніх Олімпійських іграх
| Ігри                | Золото | Срібло | Бронза | Загалом | Місце |
| 1996 Атланта        | 9      | 2      | 12     | 23      | 9     |
| 2000 Сідней         | 3      | 10     | 10     | 23      | 21    |
| 2004 Афіни          | 8      | 5      | 9      | 22      | 13    |
| 2008 Пекін          | 7      | 4      | 11     | 22      | 11    |
| 2012 Лондон         | 5      | 4      | 10     | 19      | 14    |
| 2016 Ріо-де-Жанейро | 2      | 5      | 4      | 11      | 31    |
| 2020 Токіо          | 1      | 6      | 12     | 19      | 44    |
| 2024 Париж          | 3      | 5      | 4      | 12      | 22    |
| Загалом             | 38     | 41     | 72     | 151     | -     |

### Медалі на зимових Олімпійських іграх
| Ігри                | Золото | Срібло | Бронза | Загалом | Місце |
| 1994 Ліллегаммер    | 1      | 0      | 1      | 2       | 13    |
| 1998 Нагано         | 0      | 1      | 0      | 1       | 18    |
| 2002 Солт-Лейк-Сіті | 0      | 0      | 0      | 0       | -     |
| 2006 Турин          | 0      | 0      | 2      | 2       | 25    |
| 2010 Ванкувер       | 0      | 0      | 0      | 0       | -     |
| 2014 Сочі           | 1      | 0      | 1      | 2       | 20    |
| 2018 Пхьончхан      | 1      | 0      | 0      | 1       | 21    |
| 2022 Пекін          | 0      | 1      | 0      | 1       | 25    |
| Всього              | 3      | 2      | 4      | 9       | 33    |

### Медальні здобутки команди (за видами спорту)

#### На літніх Олімпійських іграх
| Спорт                           | Золото | Срібло | Бронза | Загалом |
| Бокс                            | 5      | 4      | 7      | 16      |
| Спортивна гімнастика            | 5      | 4      | 4      | 13      |
| Боротьба                        | 4      | 8      | 9      | 21      |
| Стрільба                        | 4      | 3      | 3      | 10      |
| Плавання                        | 4      | 3      | 2      | 9       |
| Веслування на байдарках і каное | 3      | 4      | 4      | 11      |
| Легка атлетика                  | 3      | 3      | 15     | 21      |
| Фехтування                      | 3      | 1      | 5      | 9       |
| Важка атлетика                  | 2      | 1      | 2      | 5       |
| Вітрильний спорт                | 1      | 2      | 2      | 5       |
| Стрільба з лука                 | 1      | 1      | 2      | 4       |
| Академічне веслування           | 1      | 1      | 1      | 3       |
| Стрибки на батуті               | 1      | 1      | 0      | 2       |
| Художня гімнастика              | 1      | 0      | 4      | 5       |
| Велоспорт                       | 0      | 2      | 2      | 4       |
| Дзюдо                           | 0      | 1      | 3      | 4       |
| Карате                          | 0      | 1      | 1      | 2       |
| Сучасне п'ятиборство            | 0      | 1      | 0      | 1       |
| Артистичне плавання             | 0      | 0      | 2      | 2       |
| Стрибки у воду                  | 0      | 0      | 2      | 2       |
| Гандбол                         | 0      | 0      | 1      | 1       |
| Теніс                           | 0      | 0      | 1      | 1       |
| Всього                          | 38     | 41     | 72     | 151     |

#### Медалі за видом спорту та за Олімпіадою (літні)
| Вид спорту                      | 1996                            | 1996                            | 1996                            | 2000                            | 2000                            | 2000                            | 2004                            | 2004                            | 2004                            | 2008                            | 2008                            | 2008                            | 2012                            | 2012                            | 2012                            | 2016                            | 2016                            | 2016                            | 2020   | 2020   | 2020   | 2024   | 2024   | 2024   | Всі медалі | Всі медалі | Всі медалі |
| Вид спорту                      | 1                               | 2                               | 3                               | 1                               | 2                               | 3                               | 1                               | 2                               | 3                               | 1                               | 2                               | 3                               | 1                               | 2                               | 3                               | 1                               | 2                               | 3                               | 1      | 2      | 3      | 1      | 2      | 3      | 1          | 2          | 3          |
| Вид спорту                      | Всього                          | Всього                          | Всього                          | Всього                          | Всього                          | Всього                          | Всього                          | Всього                          | Всього                          | Всього                          | Всього                          | Всього                          | Всього                          | Всього                          | Всього                          | Всього                          | Всього                          | Всього                          | Всього | Всього | Всього | Всього | Всього | Всього | Всього     | Всього     | Всього     |
| ------------------------------- | ------------------------------- | ------------------------------- | ------------------------------- | ------------------------------- | ------------------------------- | ------------------------------- | ------------------------------- | ------------------------------- | ------------------------------- | ------------------------------- | ------------------------------- | ------------------------------- | ------------------------------- | ------------------------------- | ------------------------------- | ------------------------------- | ------------------------------- | ------------------------------- | ------ | ------ | ------ | ------ | ------ | ------ | ---------- | ---------- | ---------- |
| Бокс                            | 1                               | —                               | 1                               | —                               | 2                               | 3                               | —                               | —                               | —                               | 1                               | —                               | 1                               | 2                               | 1                               | 2                               | —                               | —                               | —                               | —      | 1      | —      | 1      | —      | —      | 5          | 4          | 7          |
| Бокс                            | 2                               | 2                               | 2                               | 5                               | 5                               | 5                               | 0                               | 0                               | 0                               | 2                               | 2                               | 2                               | 5                               | 5                               | 5                               | 0                               | 0                               | 0                               | 1      | 1      | 1      | 1      | 1      | 1      | 16         | 16         | 16         |
| Спортивна гімнастика            | 3                               | 1                               | 1                               | —                               | 1                               | 1                               | 1                               | —                               | —                               | —                               | —                               | 1                               | —                               | —                               | 1                               | 1                               | 1                               | —                               | —      | —      | —      | —      | 1      | —      | 5          | 4          | 4          |
| Спортивна гімнастика            | 5                               | 5                               | 5                               | 2                               | 2                               | 2                               | 1                               | 1                               | 1                               | 1                               | 1                               | 1                               | 1                               | 1                               | 1                               | 2                               | 2                               | 2                               | 0      | 0      | 0      | 1      | 1      | 1      | 13         | 13         | 13         |
| Боротьба                        | 1                               | —                               | 3                               | —                               | 2                               | —                               | 2                               | —                               | —                               | —                               | 1                               | 3                               | —                               | 1                               | —                               | —                               | 1                               | —                               | 1      | 1      | 2      | —      | 2      | 1      | 4          | 8          | 9          |
| Боротьба                        | 4                               | 4                               | 4                               | 2                               | 2                               | 2                               | 2                               | 2                               | 2                               | 4                               | 4                               | 4                               | 1                               | 1                               | 1                               | 1                               | 1                               | 1                               | 4      | 4      | 4      | 3      | 3      | 3      | 21         | 21         | 21         |
| Стрільба                        | —                               | —                               | —                               | 1                               | —                               | —                               | 1                               | —                               | —                               | 2                               | 1                               | —                               | —                               | —                               | 2                               | —                               | 1                               | —                               | —      | —      | 1      | —      | 1      | —      | 4          | 3          | 3          |
| Стрільба                        | 0                               | 0                               | 0                               | 1                               | 1                               | 1                               | 1                               | 1                               | 1                               | 3                               | 3                               | 3                               | 2                               | 2                               | 2                               | 1                               | 1                               | 1                               | 1      | 1      | 1      | 1      | 1      | 1      | 10         | 10         | 10         |
| Плавання                        | —                               | —                               | —                               | 2                               | 2                               | —                               | 2                               | —                               | 1                               | —                               | —                               | —                               | —                               | —                               | —                               | —                               | —                               | —                               | —      | 1      | 1      | —      | —      | —      | 4          | 3          | 2          |
| Плавання                        | 0                               | 0                               | 0                               | 4                               | 4                               | 4                               | 3                               | 3                               | 3                               | 0                               | 0                               | 0                               | 0                               | 0                               | 0                               | 0                               | 0                               | 0                               | 2      | 2      | 2      | 0      | 0      | 0      | 9          | 9          | 9          |
| Веслування на байдарках і каное | —                               | —                               | —                               | —                               | —                               | —                               | —                               | —                               | 1                               | 1                               | —                               | 1                               | 1                               | 2                               | —                               | 1                               | —                               | 1                               | —      | 1      | 1      | —      | 1      | —      | 3          | 4          | 4          |
| Веслування на байдарках і каное | 0                               | 0                               | 0                               | 0                               | 0                               | 0                               | 1                               | 1                               | 1                               | 2                               | 2                               | 2                               | 3                               | 3                               | 3                               | 2                               | 2                               | 2                               | 2      | 2      | 2      | 1      | 1      | 1      | 11         | 11         | 11         |
| Легка атлетика                  | 1                               | —                               | 3                               | —                               | —                               | 2                               | —                               | 1                               | 2                               | 1                               | 2                               | 1                               | —                               | —                               | 3                               | —                               | —                               | 1                               | —      | —      | 1      | 1      | —      | 2      | 3          | 3          | 15         |
| Легка атлетика                  | 4                               | 4                               | 4                               | 2                               | 2                               | 2                               | 3                               | 3                               | 3                               | 4                               | 4                               | 4                               | 3                               | 3                               | 3                               | 1                               | 1                               | 1                               | 1      | 1      | 1      | 3      | 3      | 3      | 21         | 21         | 21         |
| Фехтування                      | —                               | —                               | —                               | —                               | —                               | —                               | —                               | —                               | 1                               | 1                               | —                               | —                               | 1                               | —                               | 1                               | —                               | 1                               | 1                               | —      | —      | 1      | 1      | —      | 1      | 3          | 1          | 5          |
| Фехтування                      | 0                               | 0                               | 0                               | 0                               | 0                               | 0                               | 1                               | 1                               | 1                               | 1                               | 1                               | 1                               | 2                               | 2                               | 2                               | 2                               | 2                               | 2                               | 1      | 1      | 1      | 2      | 2      | 2      | 9          | 9          | 9          |
| Важка атлетика                  | 1                               | —                               | 1                               | —                               | —                               | —                               | 1                               | 1                               | —                               | —                               | —                               | —                               | —                               | —                               | 1                               | —                               | —                               | —                               | —      | —      | —      | —      | —      | —      | 2          | 1          | 2          |
| Важка атлетика                  | 2                               | 2                               | 2                               | 0                               | 0                               | 0                               | 2                               | 2                               | 2                               | 0                               | 0                               | 0                               | 1                               | 1                               | 1                               | 0                               | 0                               | 0                               | 0      | 0      | 0      | 0      | 0      | 0      | 5          | 5          | 5          |
| Вітрильний спорт                | 1                               | —                               | 1                               | —                               | —                               | 1                               | —                               | 2                               | —                               | —                               | —                               | —                               | —                               | —                               | —                               | —                               | —                               | —                               | —      | —      | —      | —      | —      | —      | 1          | 2          | 2          |
| Вітрильний спорт                | 2                               | 2                               | 2                               | 1                               | 1                               | 1                               | 2                               | 2                               | 2                               | 0                               | 0                               | 0                               | 0                               | 0                               | 0                               | 0                               | 0                               | 0                               | 0      | 0      | 0      | 0      | 0      | 0      | 5          | 5          | 5          |
| Стрільба з лука                 | —                               | —                               | 1                               | —                               | 1                               | —                               | —                               | —                               | 1                               | 1                               | —                               |                                 | —                               | —                               |                                 | —                               | —                               |                                 | —      | —      | —      | —      | —      | —      | 1          | 1          | 2          |
| Стрільба з лука                 | 1                               | 1                               | 1                               | 1                               | 1                               | 1                               | 1                               | 1                               | 1                               | 1                               | 1                               | 1                               | 0                               | 0                               | 0                               | 0                               | 0                               | 0                               | 0      | 0      | 0      | 0      | 0      | 0      | 4          | 4          | 4          |
| Академічне веслування           | —                               | 1                               | —                               | —                               | —                               | —                               | —                               | —                               | 1                               | —                               | —                               | —                               | 1                               | —                               | —                               | —                               | —                               | —                               | —      | —      | —      | —      | —      | —      | 1          | 1          | 1          |
| Академічне веслування           | 1                               | 1                               | 1                               | 0                               | 0                               | 0                               | 1                               | 1                               | 1                               | 0                               | 0                               | 0                               | 1                               | 1                               | 1                               | 0                               | 0                               | 0                               | 0      | 0      | 0      | 0      | 0      | 0      | 3          | 3          | 3          |
| Стрибки на батуті               | -                               | -                               | -                               | —                               | 1                               | -                               | 1                               | —                               | —                               | —                               | —                               | -                               | —                               | —                               | -                               | -                               | -                               | —                               | —      | —      | —      | —      | —      | —      | 1          | 1          | -          |
| Стрибки на батуті               | 0                               | 0                               | 0                               | 1                               | 1                               | 1                               | 1                               | 1                               | 1                               | 0                               | 0                               | 0                               | 0                               | 0                               | 0                               | 0                               | 0                               | 0                               | 0      | 0      | 0      | 0      | 0      | 0      | 2          | 2          | 2          |
| Художня гімнастика              | 1                               | —                               | 1                               | —                               | —                               | —                               | —                               | —                               | 1                               | —                               | —                               | 1                               | —                               | —                               | —                               | —                               | —                               | 1                               | —      | —      | —      | —      | —      | —      | 1          | 0          | 4          |
| Художня гімнастика              | 2                               | 2                               | 2                               | 0                               | 0                               | 0                               | 1                               | 1                               | 1                               | 1                               | 1                               | 1                               | 0                               | 0                               | 0                               | 1                               | 1                               | 1                               | 0      | 0      | 0      | 0      | 0      | 0      | 5          | 5          | 5          |
| Велоспорт на треку              | —                               | —                               | —                               | —                               | 1                               | 1                               | —                               | —                               | —                               | —                               | —                               | 1                               | —                               | —                               | —                               | —                               | —                               | —                               | —      | 1      | —      | —      | —      | —      | —          | 2          | 2          |
| Велоспорт на треку              | 0                               | 0                               | 0                               | 2                               | 2                               | 2                               | 0                               | 0                               | 0                               | 1                               | 1                               | 1                               | 0                               | 0                               | 0                               | 0                               | 0                               | 0                               | 1      | 1      | 1      | 0      | 0      | 0      | 4          | 4          | 4          |
| Дзюдо                           | —                               | —                               | —                               | —                               | —                               | 1                               | —                               | 1                               | —                               | —                               | —                               | 1                               | —                               | —                               | —                               | —                               | —                               | —                               | —      | —      | 1      | —      | —      | —      | —          | 1          | 3          |
| Дзюдо                           | 0                               | 0                               | 0                               | 1                               | 1                               | 1                               | 1                               | 1                               | 1                               | 1                               | 1                               | 1                               | 0                               | 0                               | 0                               | 0                               | 0                               | 0                               | 1      | 1      | 1      | 0      | 0      | 0      | 4          | 4          | 4          |
| Карате                          | Не включено в програму замагань | Не включено в програму замагань | Не включено в програму замагань | Не включено в програму замагань | Не включено в програму замагань | Не включено в програму замагань | Не включено в програму замагань | Не включено в програму замагань | Не включено в програму замагань | Не включено в програму замагань | Не включено в програму замагань | Не включено в програму замагань | Не включено в програму замагань | Не включено в програму замагань | Не включено в програму замагань | Не включено в програму замагань | Не включено в програму замагань | Не включено в програму замагань | —      | 1      | 1      |        |        |        | 0          | 1          | 1          |
| Карате                          | Не включено в програму замагань | Не включено в програму замагань | Не включено в програму замагань | Не включено в програму замагань | Не включено в програму замагань | Не включено в програму замагань | Не включено в програму замагань | Не включено в програму замагань | Не включено в програму замагань | Не включено в програму замагань | Не включено в програму замагань | Не включено в програму замагань | Не включено в програму замагань | Не включено в програму замагань | Не включено в програму замагань | Не включено в програму замагань | Не включено в програму замагань | Не включено в програму замагань | 2      | 2      | 2      | 2      | 2      | 2      |            |            |            |
| Сучасне п'ятиборство            | —                               | —                               | —                               | —                               | —                               | —                               | —                               | —                               | —                               | —                               | —                               | —                               | —                               | —                               | —                               | —                               | 1                               | —                               | —      | —      | —      | —      | —      | —      | 0          | 1          | 0          |
| Сучасне п'ятиборство            | 0                               | 0                               | 0                               | 0                               | 0                               | 0                               | 0                               | 0                               | 0                               | 0                               | 0                               | 0                               | 0                               | 0                               | 0                               | 1                               | 1                               | 1                               | 0      | 0      | 0      | 0      | 0      | 0      | 1          | 1          | 1          |
| Артистичне плавання             | —                               | —                               | —                               | —                               | —                               | —                               | —                               | —                               | —                               | —                               | —                               | —                               | —                               | —                               | —                               | —                               | —                               | —                               | —      | —      | 2      | —      | —      | —      | 0          | 0          | 2          |
| Артистичне плавання             | 0                               | 0                               | 0                               | 0                               | 0                               | 0                               | 0                               | 0                               | 0                               | 0                               | 0                               | 0                               | 0                               | 0                               | 0                               | 0                               | 0                               | 0                               | 2      | 2      | 2      | 0      | 0      | 0      | 2          | 2          | 2          |
| Стрибки у воду                  | —                               | —                               | —                               | —                               | —                               | 1                               | —                               | —                               | —                               | —                               | —                               | 1                               | —                               | —                               | —                               | —                               | —                               | —                               | —      | —      | —      | —      | —      | —      | 0          | 0          | 2          |
| Стрибки у воду                  | 0                               | 0                               | 0                               | 1                               | 1                               | 1                               | 0                               | 0                               | 0                               | 1                               | 1                               | 1                               | 0                               | 0                               | 0                               | 0                               | 0                               | 0                               | 0      | 0      | 0      | 0      | 0      | 0      | 2          | 2          | 2          |
| Гандбол                         | —                               | —                               | —                               | —                               | —                               | —                               | —                               | —                               | 1                               | —                               | —                               | —                               | —                               | —                               | —                               | —                               | —                               | —                               | —      | —      | —      | —      | —      | —      | —          | —          | 1          |
| Гандбол                         | 0                               | 0                               | 0                               | 0                               | 0                               | 0                               | 1                               | 1                               | 1                               | 0                               | 0                               | 0                               | 0                               | 0                               | 0                               | 0                               | 0                               | 0                               | 0      | 0      | 0      | 0      | 0      | 0      | 1          | 1          | 1          |
| Теніс                           | —                               | —                               | —                               | —                               | —                               | —                               | —                               | —                               | —                               | —                               | —                               | —                               | —                               | —                               | —                               | —                               | —                               | —                               | —      | —      | 1      | —      | —      | —      | 0          | 0          | 1          |
| Теніс                           | 0                               | 0                               | 0                               | 0                               | 0                               | 0                               | 0                               | 0                               | 0                               | 0                               | 0                               | 0                               | 0                               | 0                               | 0                               | 0                               | 0                               | 0                               | 1      | 1      | 1      | 0      | 0      | 0      | 1          | 1          | 1          |
| Всього                          | 9                               | 2                               | 12                              | 3                               | 10                              | 10                              | 8                               | 5                               | 9                               | 7                               | 4                               | 11                              | 5                               | 4                               | 10                              | 2                               | 5                               | 4                               | 1      | 6      | 12     | 3      | 5      | 4      | 38         | 41         | 72         |
| Всього                          | 23                              | 23                              | 23                              | 23                              | 23                              | 23                              | 22                              | 22                              | 22                              | 22                              | 22                              | 22                              | 19                              | 19                              | 19                              | 11                              | 11                              | 11                              | 19     | 19     | 19     | 12     | 12     | 12     | 151        | 151        | 151        |

#### На зимових Олімпійських іграх
| Спорт           | Золото | Срібло | Бронза | Загалом |
| Біатлон         | 1      | 1      | 3      | 5       |
| Фристайл        | 1      | 1      | 0      | 2       |
| Фігурне катання | 1      | 0      | 1      | 2       |
| Всього          | 3      | 2      | 4      | 9       |

## Олімпійські чемпіони і призери
Загалом чемпіонами ставали 47 спортсменів і спортсменок, з них одна чотири рази і четверо по два рази.
Призерами ставали 192 спортсмени і спортсменки.